# Логистический сектор КНР

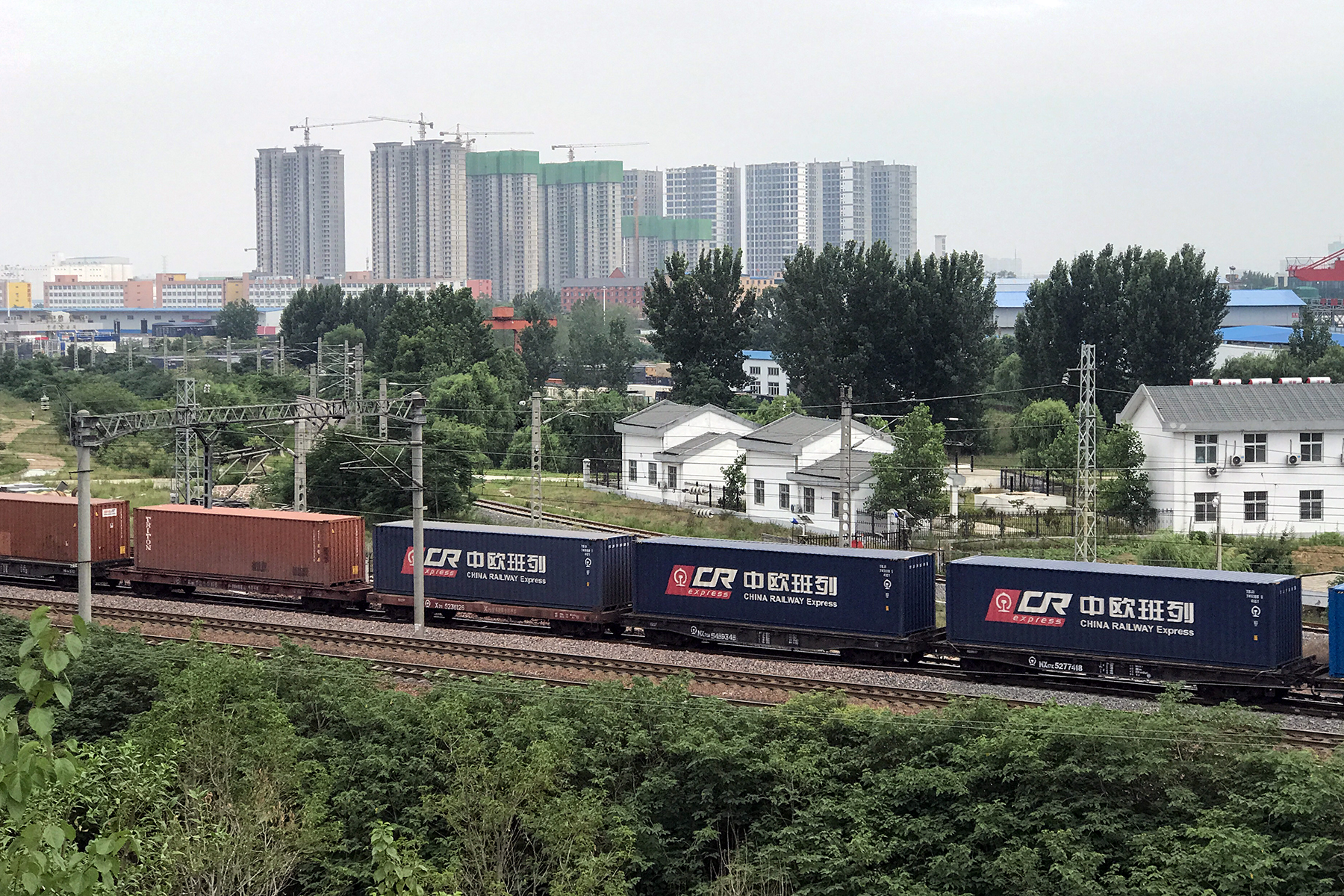
Перевозка контейнеров железнодорожным транспортом

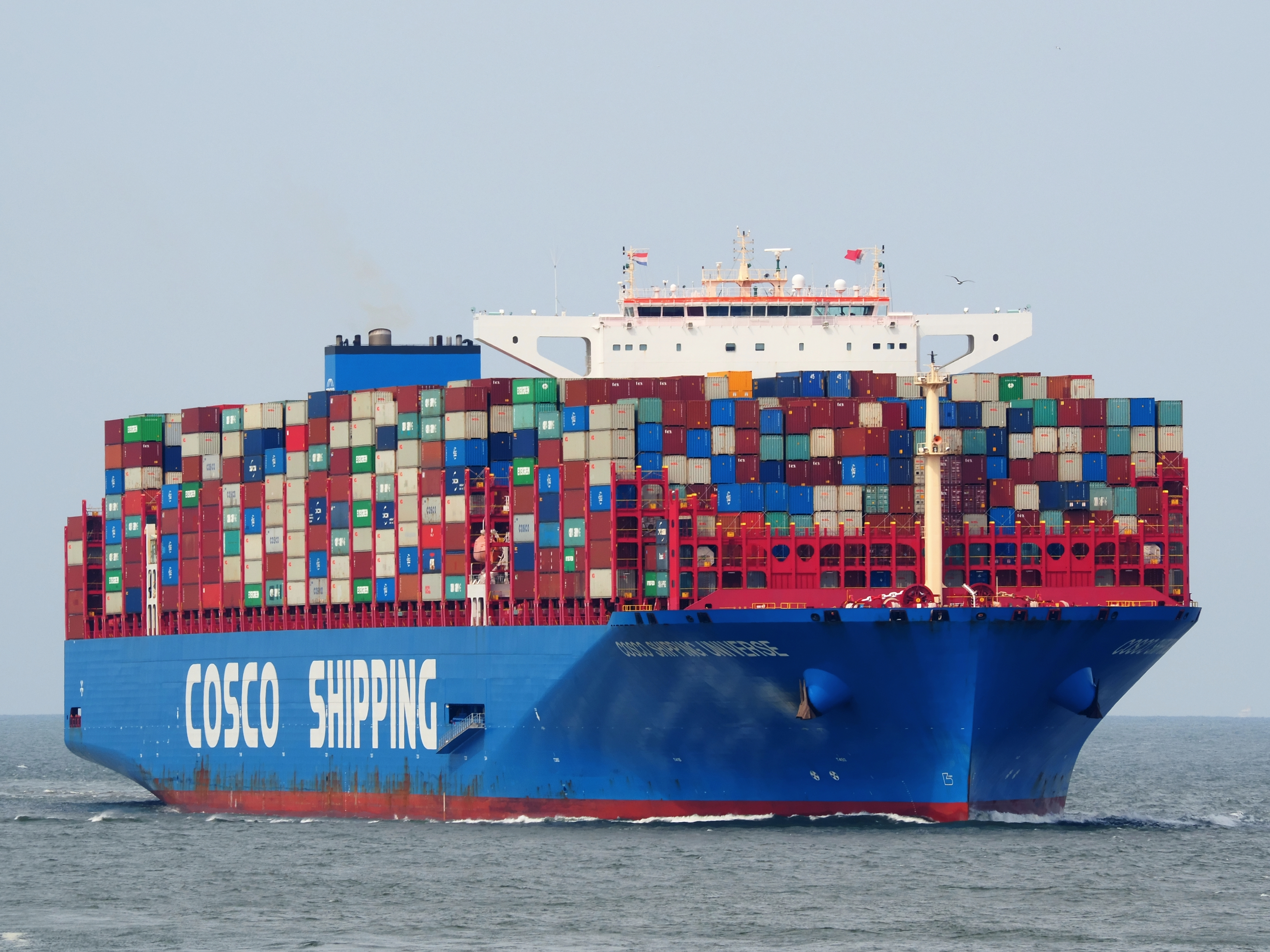
Контейнеровоз COSCO

Логистический сектор КНР — отрасль экономики Китая, которая занимается транспортировкой, хранением, сортировкой и распределением различных грузов. Логистический сектор является важной составляющей транспортной отрасли и вносит существенный вклад в оборот китайской сферы услуг. Ключевыми элементами логистического сектора Китая являются перевозки грузов водным, рельсовым и автомобильным транспортом, складские и почтовые услуги (в том числе экспресс-доставка). По итогам 2022 года около 95 % грузоперевозок в рамках внешней торговли Китая осуществлялось морским транспортом.
Электронная торговля (прежде всего деятельность больших маркетплейсов и других интернет-магазинов) является важнейшим катализатором развития логистического сектора Китая. На товары, реализуемые через Интернет с использованием услуг компаний экспресс-доставки, приходится более 25 % общего объёма розничных продаж потребительских товаров в стране. Большой объём онлайн-заказов китайских товаров экспортируется морским и железнодорожным транспортом в Европу, Северную Америку, страны АСЕАН, Ближнего Востока и Центральной Азии. По итогам 2021 года общий объём сделок в секторе электронной коммерции Китая вырос на 19,6 % в годовом выражении и достиг 42,3 трлн юаней (6,15 трлн долларов США). Объём товарных сделок составил 31,3 трлн юаней, а объём сделок по услугам — 11 трлн юаней.

## Общие сведения

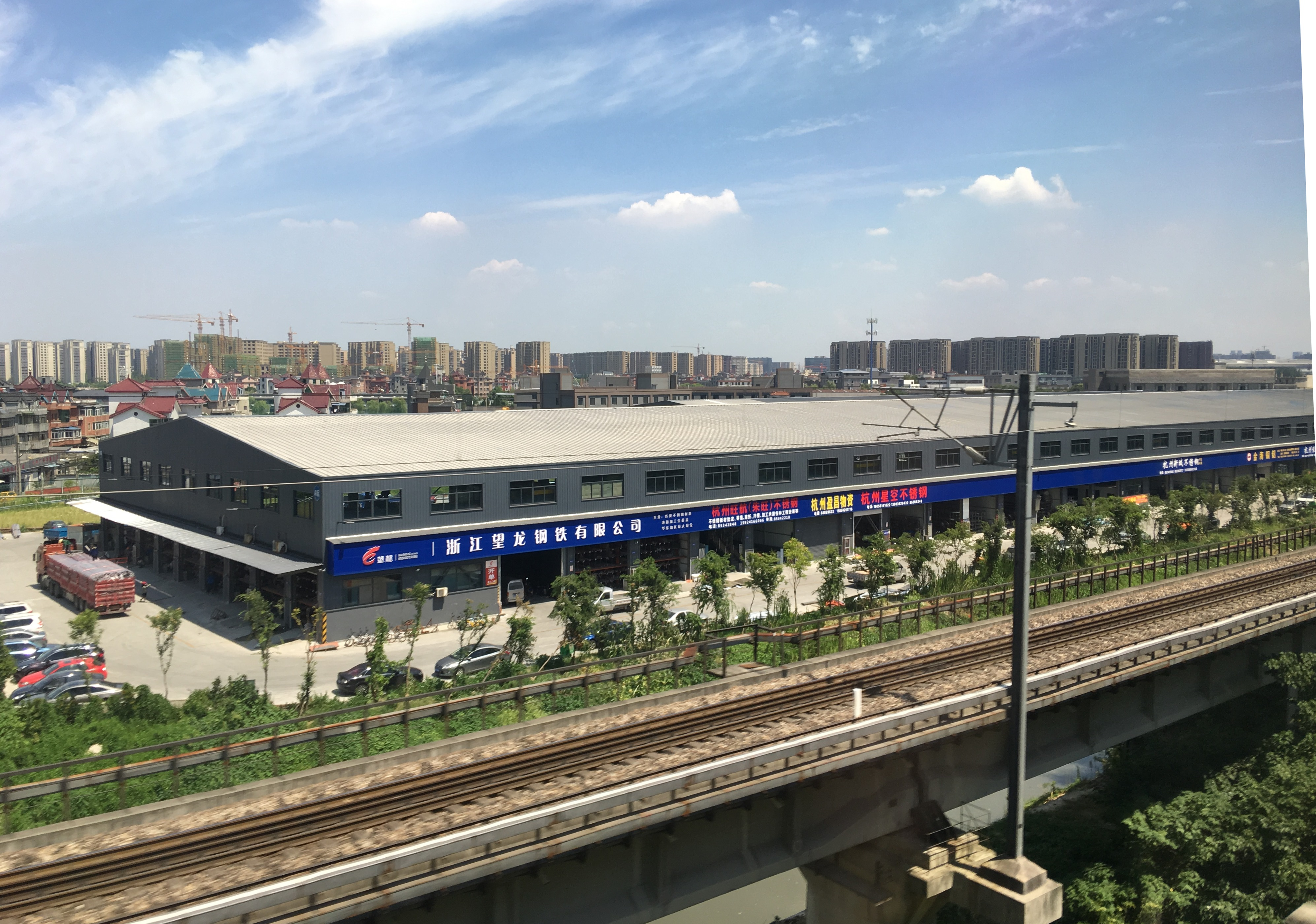
Склад в Ханчжоу

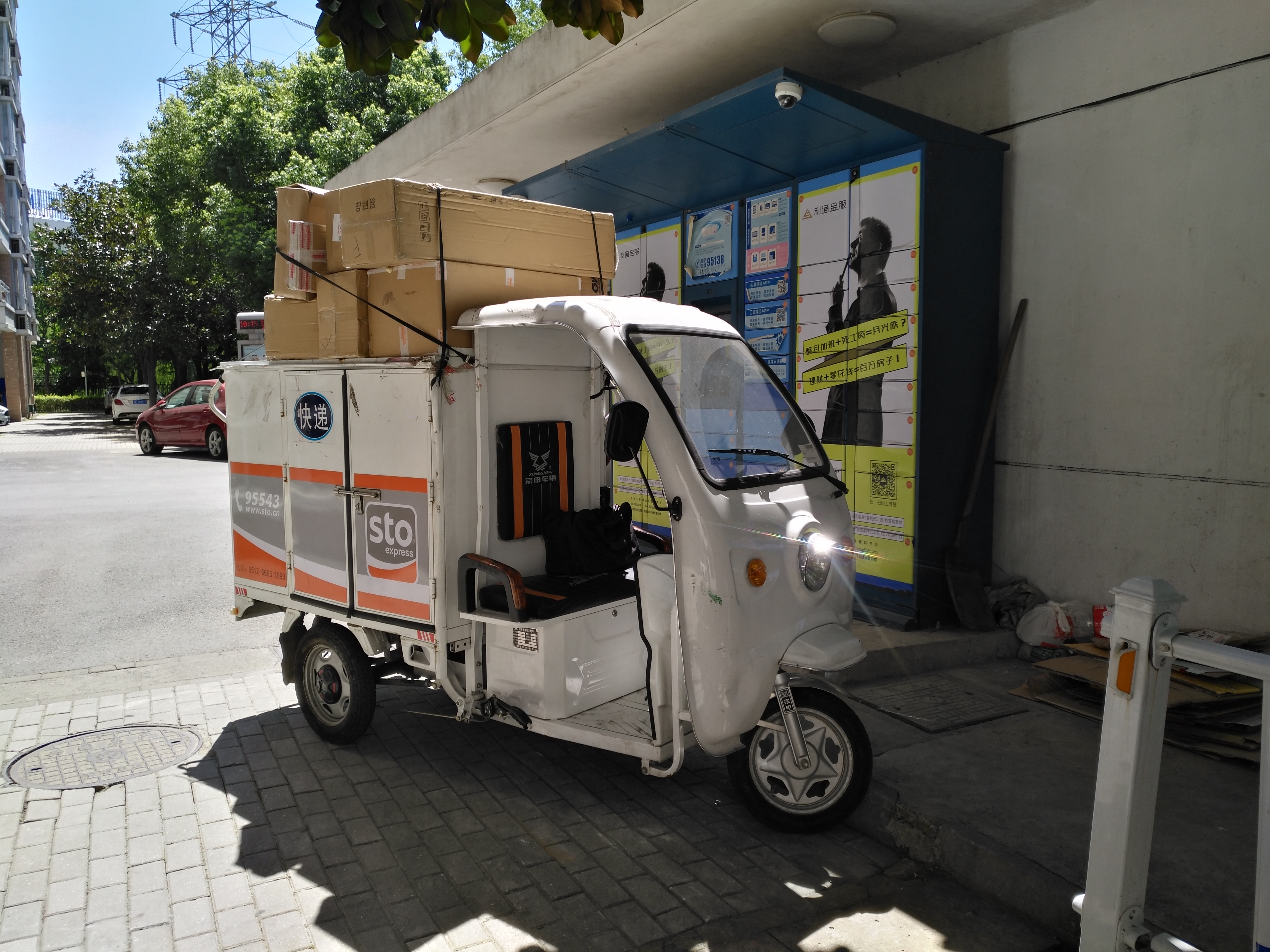
Мопед доставки компании STO Express

Логистический сектор Китая активно развивался в период девятой (1996—2000), десятой (2001—2005), одиннадцатой (2006—2010), двенадцатой (2011—2015) и тринадцатой (2016—2020) пятилеток, однако череда вспышек эпидемии COVID-19 (2020—2022) и жёсткая политика «нулевой терпимости» к пандемии ослабили деловую активность на китайском логистическом рынке.
По итогам 2021 года общий объём социальной логистики Китая увеличился на 9,2 % в годовом исчислении до 335,2 трлн юаней (52,6 трлн долл. США), а общие затраты социальной логистики достигли 16,7 трлн юаней, увеличившись на 12,5 % в годовом выражении. Общий доход логистического сектора в 2021 году вырос на 15,1 % в годовом выражении до 11,9 трлн юаней.
В первой половине 2022 года выручка почтового сектора Китая достигла 654,31 млрд юаней (97,10 млрд долл. США), увеличившись на 6,5 % в годовом выражении. В частности, китайские компании экспресс-доставки обработали 51,22 млрд посылок, что на 3,7 % больше, чем за аналогичный период 2021 года, а их доходы в годовом исчислении выросли на 2,9 % до 498,22 млрд юаней (73,94 млрд долл. США). Курьерский сектор сельской местности обработал более 21,9 млрд посылок, а объём розничных онлайн-продаж сельскохозяйственных продуктов превысил 290 млрд юаней (43,05 млрд долл. США), увеличившись на 12,4 % в годовом выражении.   
С января по октябрь 2022 года общий объем социальной логистики в Китае вырос на 3,6 % в годовом исчислении и достиг 275,4 трлн юаней (38,26 трлн долл. США). За отчётный период общий объем логистики промышленных товаров увеличился на 4 % в годовом исчислении.
По итогам 2022 года общая выручка логистической отрасли выросла на 4,7 % в годовом исчислении и составила 12,7 трлн юаней; социальная логистика выросла на 3,4 % в годовом исчислении до 347,6 трлн юаней (50,4 трлн долл. США), а логистика промышленных товаров выросла на 3,6 %. В первом квартале 2023 года доходы почтового сектора Китая составили 356,21 млрд юаней (51,45 млрд долл. США), увеличившись на 9 % в годовом исчислении, а объём обработанных посылок вырос на 8,5 % до 34,17 млрд штук (в частности, китайские предприятия экспресс-доставки обработали 26,89 млрд посылок).
По итогам 2023 года общий объем логистики сельскохозяйственной продукции в Китае составил 5,3 трлн юаней (745,69 млрд долларов США), увеличившись на 4,1 % в годовом сравнении; объем логистики промышленной продукции увеличился до 312,6 трлн юаней, что на 4,6 % больше в годовом исчислении.

## Морские и речные перевозки

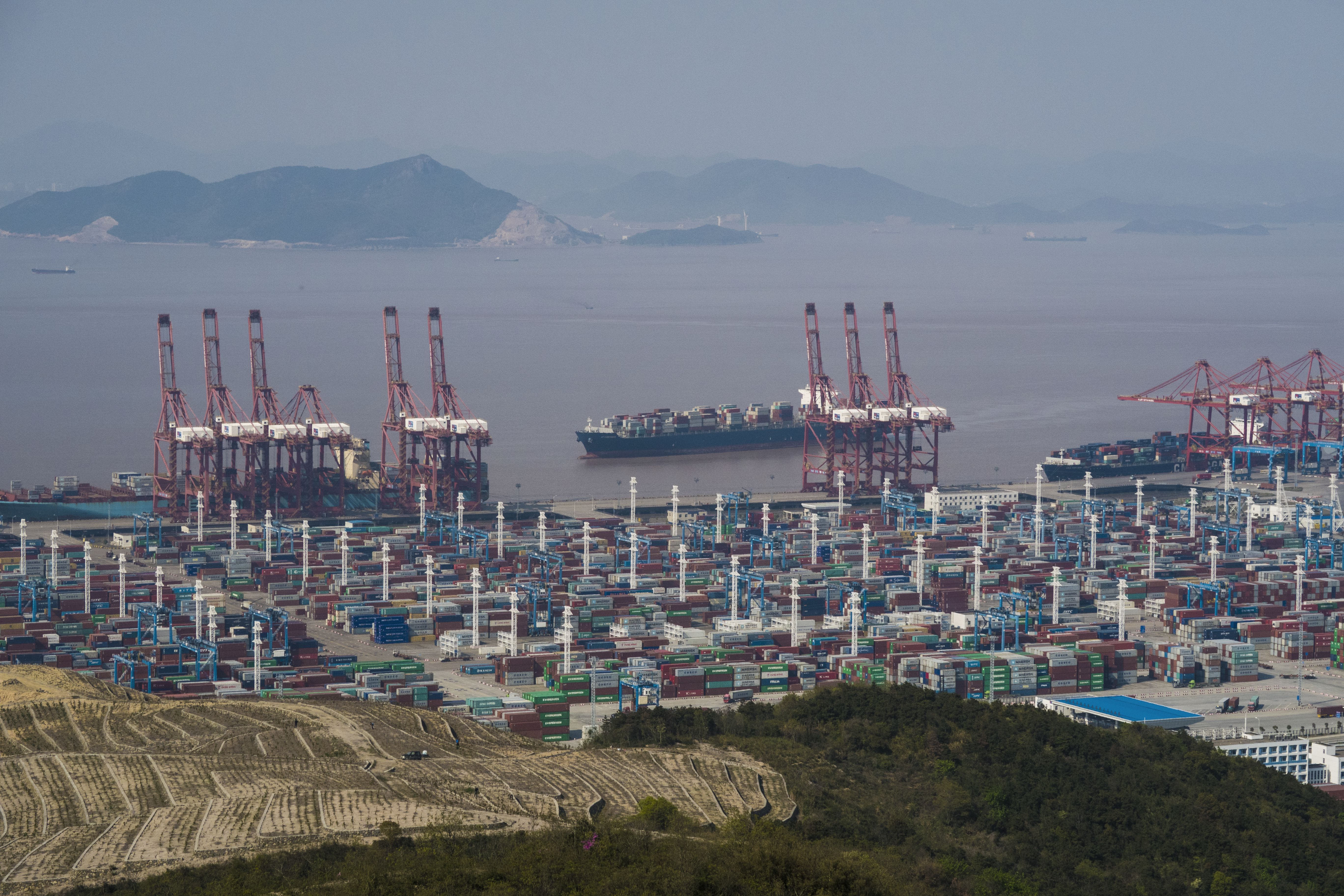
Порт Нинбо — Чжоушань

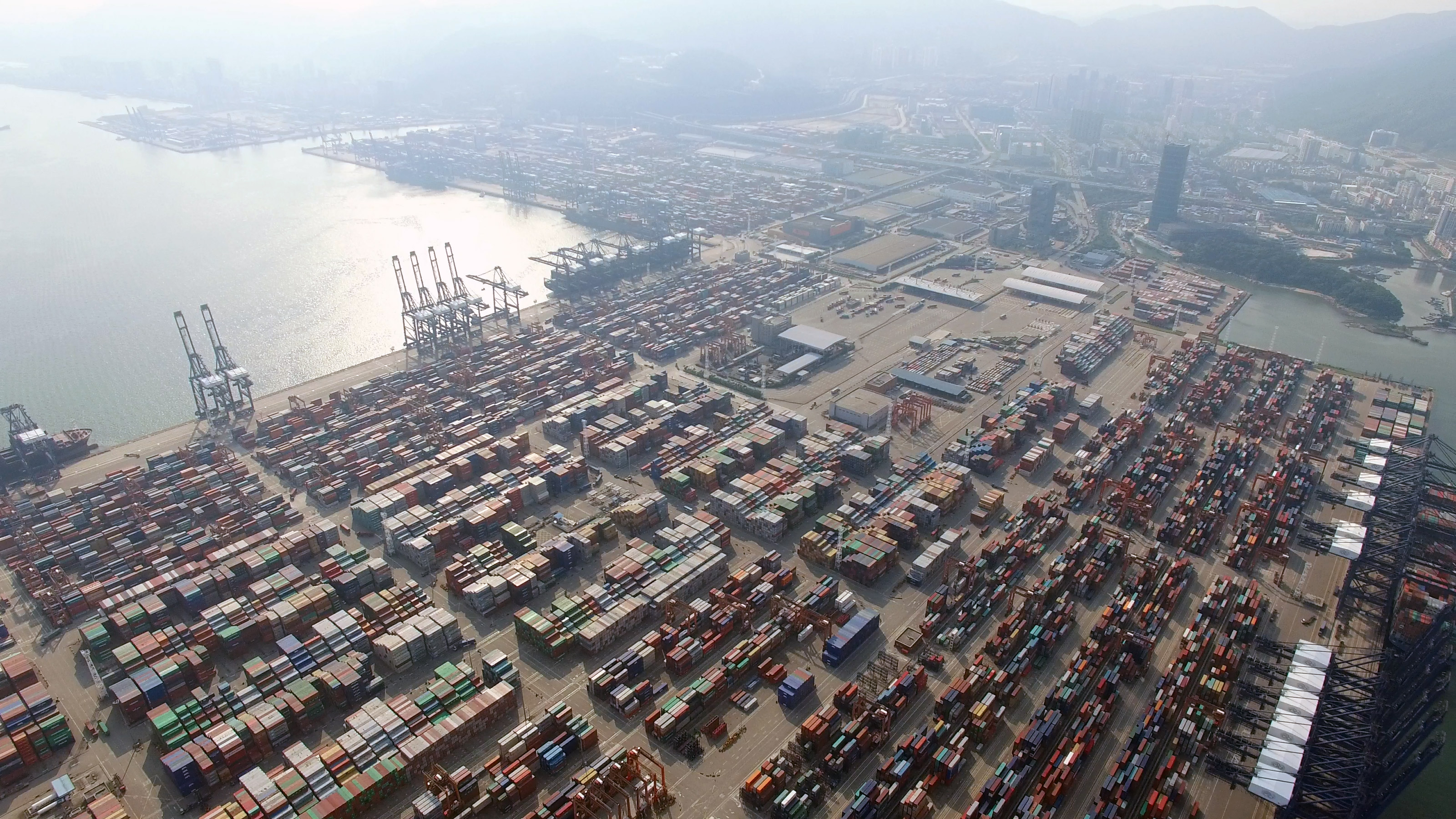
Порт Шэньчжэня

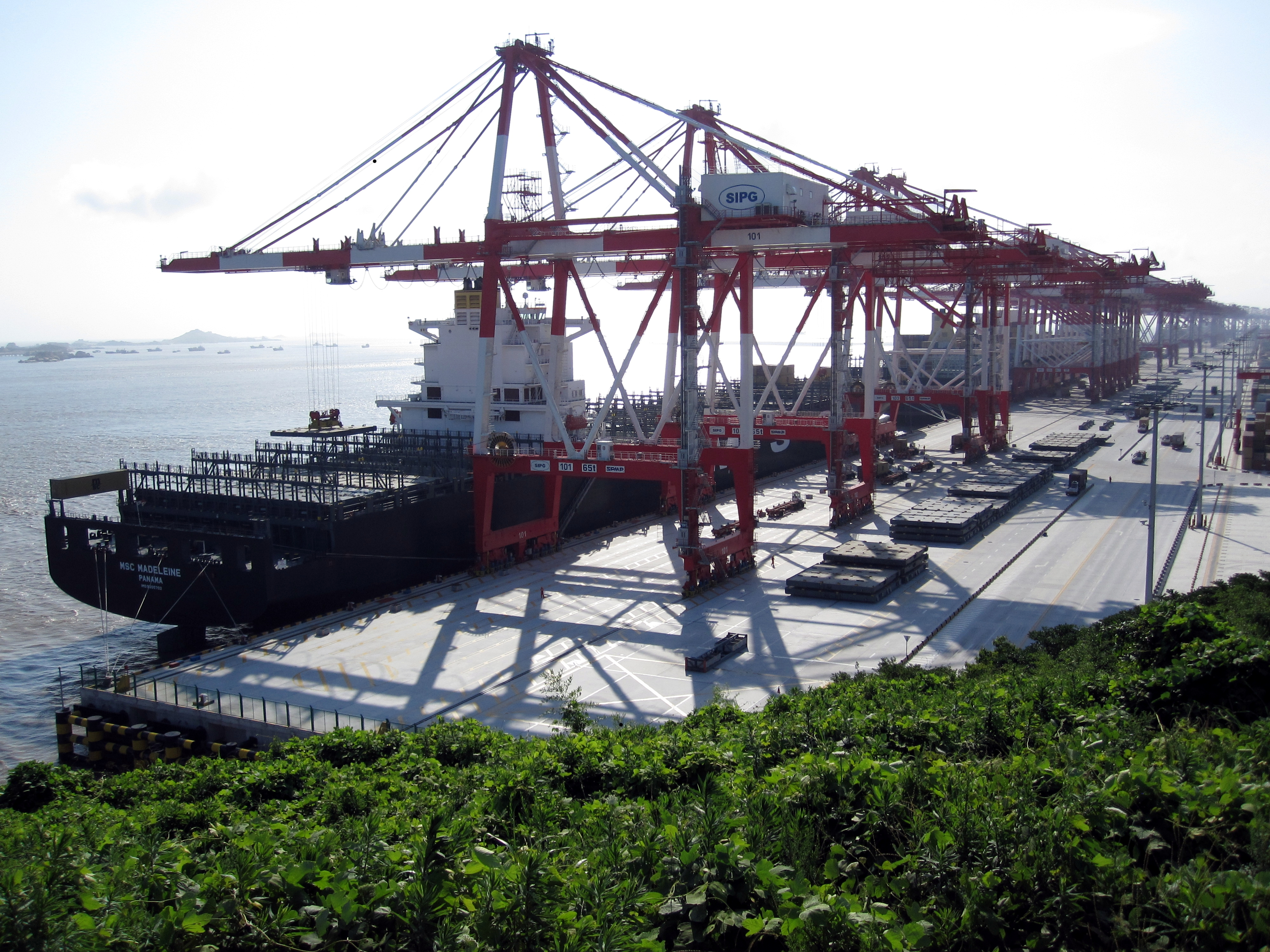
Порт Яншань

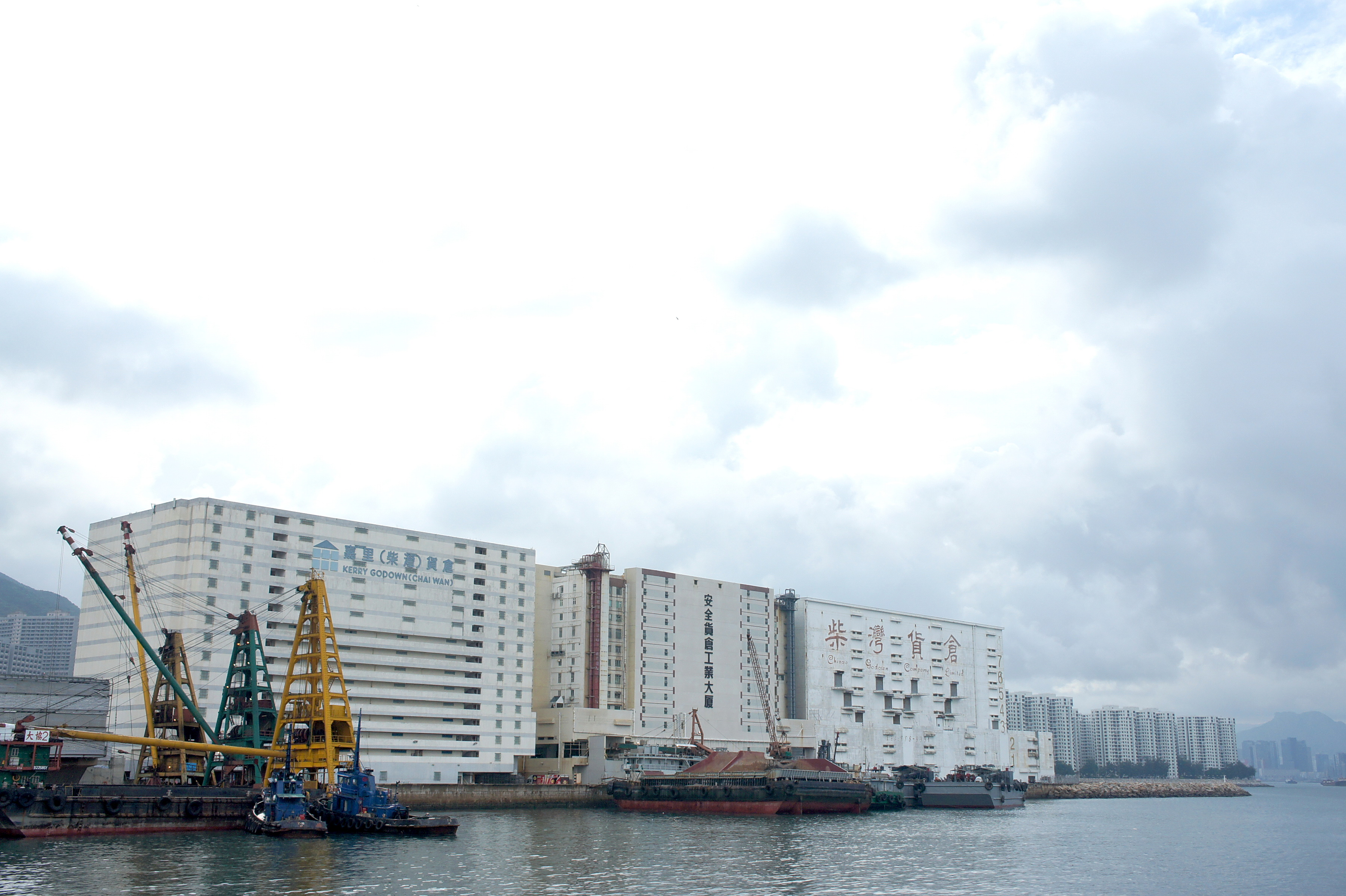
Портовые склады в Гонконге

Основной внешнеторговый оборот Китая приходится на морские порты. Крупнейшими контейнерными портами страны по грузообороту являются Шанхай, Нинбо — Чжоушань, Шэньчжэнь, Гуанчжоу, Циндао, Гонконг, Тяньцзинь, Сямынь, Далянь и Инкоу.
Крупнейшие внешнеторговые контейнерные порты Китая сконцентрированы в трёх логистических кластерах: порты дельты Янцзы (Шанхай, Нинбо — Чжоушань, Сучжоу, Нанкин, Цзясин и Наньтун); порты дельты Жемчужной реки (Шэньчжэнь, Гуанчжоу, Гонконг, Дунгуань и Чжухай); и порты Бохайского залива (Тяньцзинь, Далянь, Инкоу, Яньтай, Таншань, Цзиньчжоу и Циньхуандао).
Крупнейшими контейнерными судоходными компаниями Китая являются China COSCO Shipping, SITC International, Zhonggu Logistics, Antong Holdings, China United Lines и Ningbo Ocean Shipping. Кроме того, значительный объём контейнеров перевозят международные гиганты MSC, Maersk, CMA CGM, Hapag Lloyd, Evergreen Group, Ocean Network Express, HMM, Yang Ming и Wan Hai Lines.
Каботажные грузоперевозки развиты вдоль побережья Гуанси, Гуандуна, Хайнаня, Фуцзяня, Чжэцзяна, Цзянсу, Шаньдуна, Хэбэя и Ляонина. Внутренние речные грузоперевозки сосредоточены на Янцзы (особенно на участке от Шанхая до Чунцина), Чжуцзяне (особенно на участке от Гонконга до Наньнина), Хуанхэ (особенно на участке от Дунъина до Чжэнчжоу) и Великом канале.
По итогам 2022 года общий объём перевалки контейнеров в портах Китая вырос на 4,7 % в годовом исчислении и составил 296 млн TEU; грузооборот портов страны составил 15,69 млрд тонн, что на 0,9 % больше по сравнению с предыдущим годом. Грузооборот в прибрежных портах Китая вырос на 1,6 % в годовом исчислении и составил 10,13 млрд тонн, в то время как грузооборот внутренних портов сократился на 0,3 % до 5,55 млрд тонн.   

### Портовые операторы
Крупнейшими китайскими портовыми операторами являются: 
- COSCO Shipping Ports — контейнерные терминалы в городах Цзиньчжоу, Циньхуандао, Тяньцзинь, Инкоу, Далянь, Циндао, Ляньюньган, Наньтун, Тайцан, Шанхай, Нинбо, Цюаньчжоу, Цзиньцзян, Сямынь, Шэньчжэнь, Гонконг, Гуанчжоу и Циньчжоу, а также автомобильный терминал в Даляне.
- China Merchants Port — контейнерные терминалы в городах Чжаньцзян, Гонконг, Шэньчжэнь, Шаньтоу, Чжанчжоу, Сямынь, Нинбо, Шанхай, Циндао, Тяньцзинь, Далянь и Инкоу.
- Hutchison Port Holdings — контейнерные терминалы в городах Цзянмынь, Фошань, Гонконг,  Шэньчжэнь, Хойчжоу, Шаньтоу, Сямынь, Нинбо, Шанхай.
- Modern Terminals — контейнерные терминалы в городах Гонконг, Шэньчжэнь и Сучжоу.

Кроме того, имеются региональные операторы крупнейших портов — Shanghai International Port Group (порт Шанхая), Ningbo Zhoushan Port Company (порт Нинбо — Чжоушань), Qingdao Port International Company (порт Циндао), Tianjin Port Company (порт Тяньцзиня), Guangzhou Port Company (порт Гуанчжоу), Liaoning Port Company (порт Даляня) и Yingkou Port Group (порт Инкоу). 
Также на китайском рынке присутствуют международные операторы — голландский APM Terminals (терминалы в Гонконге, Гуанчжоу, Сямыне, Шанхае, Циндао и Тяньцзине), сингапурский PSA International (доля в Hutchison Port Holdings и терминал в Даляне), дубайский DP World (терминалы в Гонконге, Циндао, Яньтае и Тяньцзине), швейцарский Terminal Investment Limited (терминал в Нинбо), филиппинский International Container Terminal Services (терминал в Яньтае) и французский Terminal Link (терминал в Циндао).
В мае 2014 года Казахстан открыл свой логистический терминал в порту Ляньюньган.

## Железнодорожные перевозки

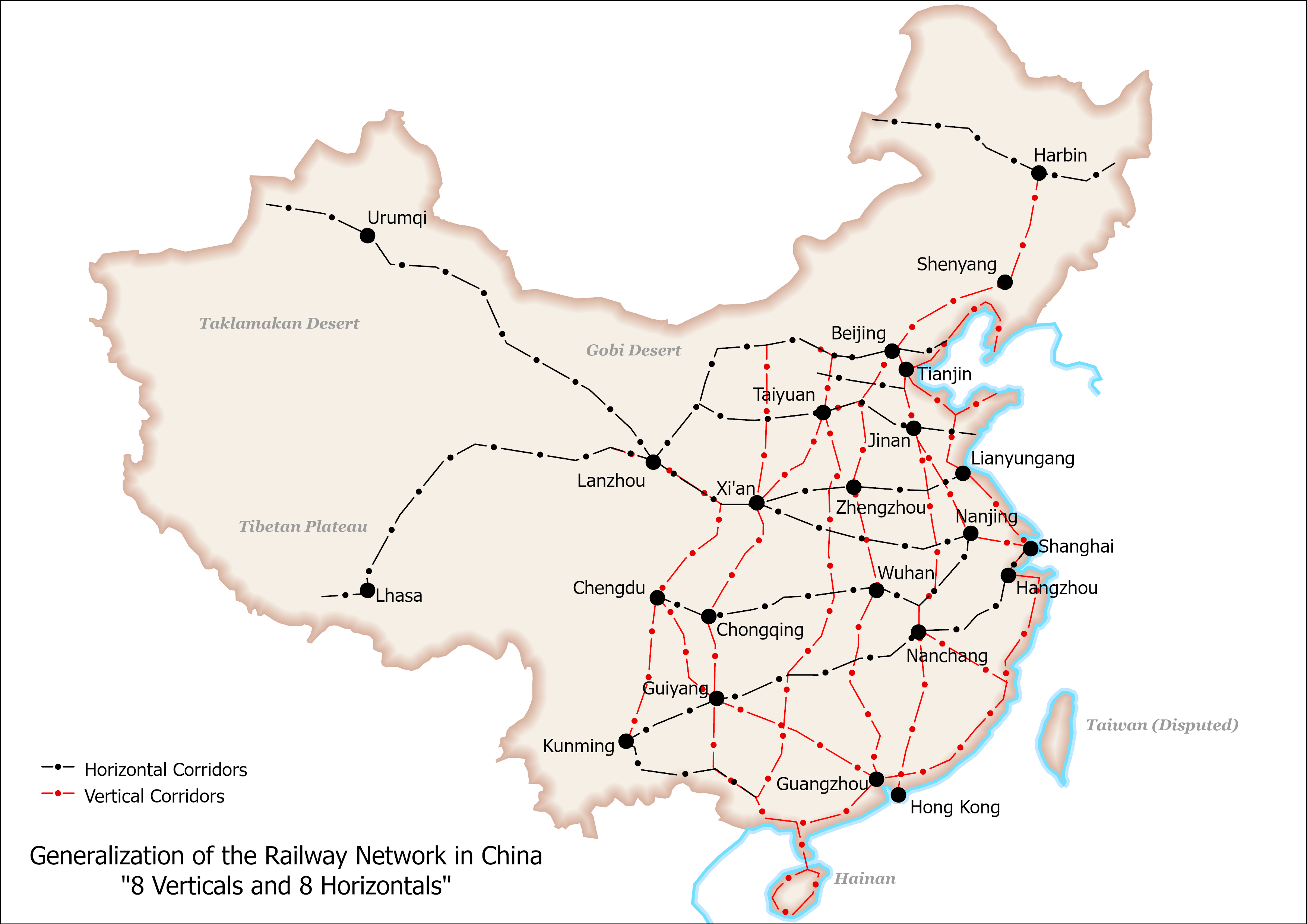
Основные железнодорожные коридоры Китая

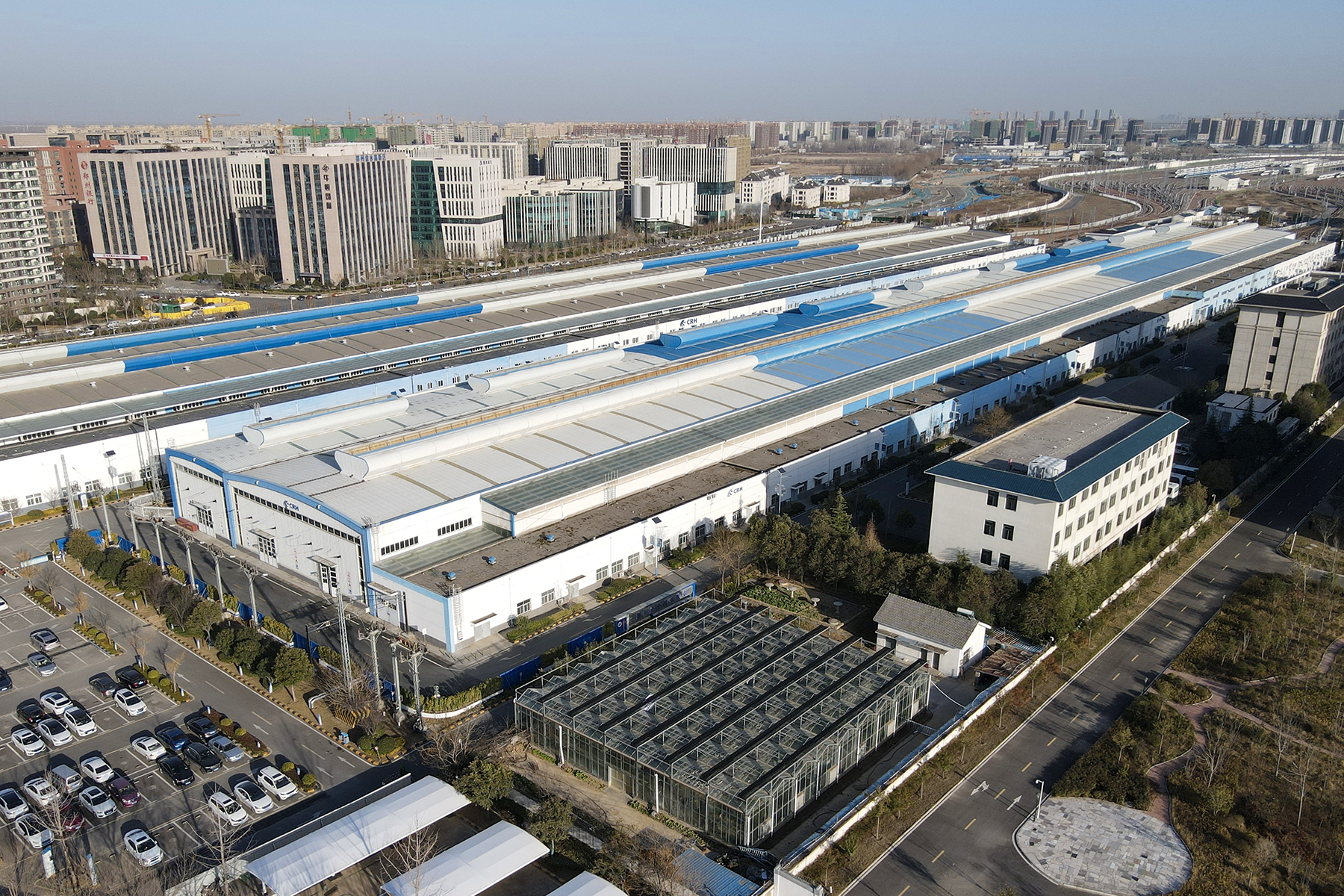
Депо в Чжэнчжоу

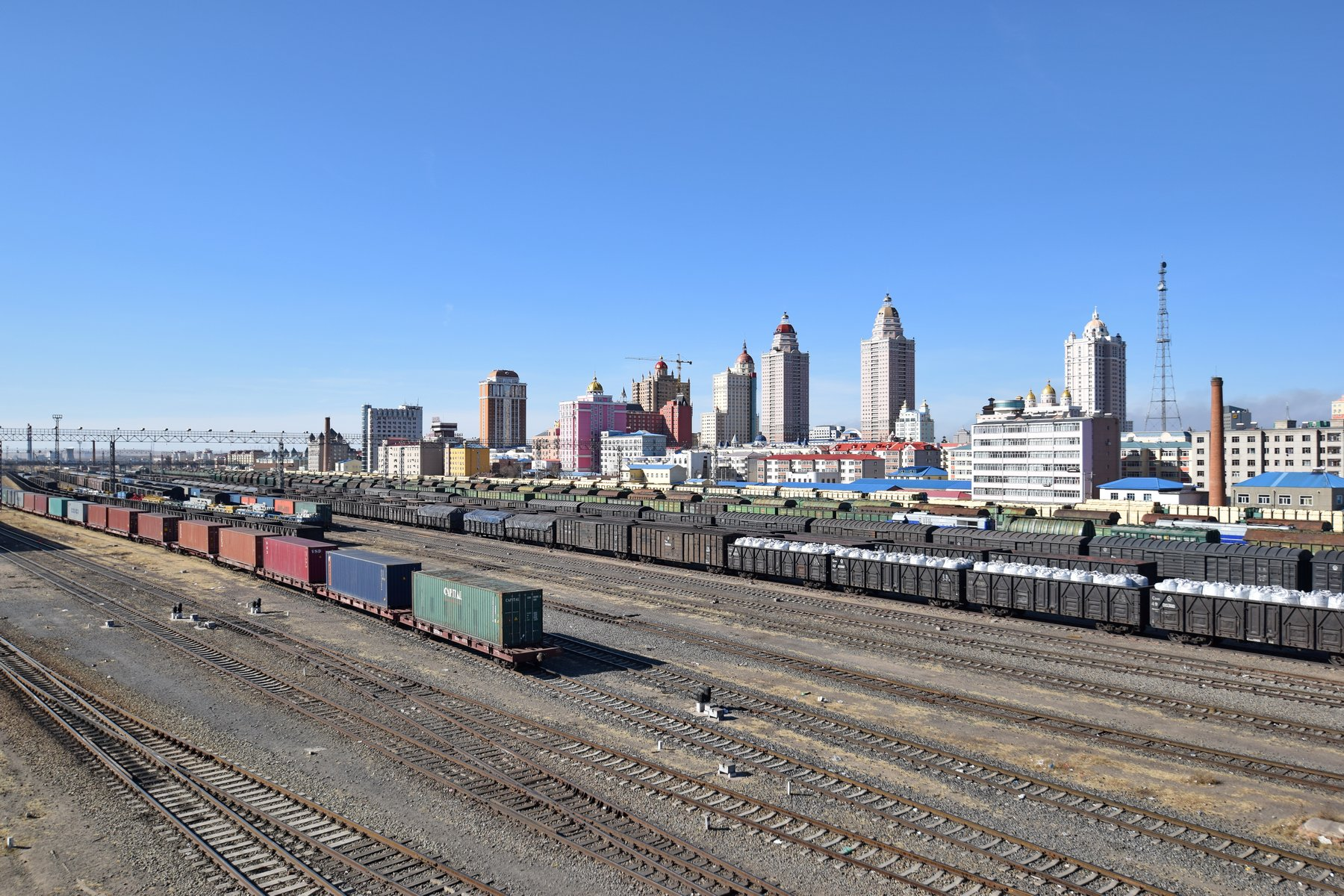
Железнодорожный узел Маньчжоули

Крупнейшим оператором железнодорожных грузоперевозок является государственная корпорация China State Railway Group, включая её дочерние структуры China Railway Container Transport Company и China Railway Modern Logistics Technology. На железнодорожном маршруте Китай — Европа активно работают государственные компании China Logistics Group и Sinotrans, а также частная YTO Express.
Крупнейшими внешнеторговыми сухими портами и логистическими комплексами China State Railway Group являются станции Хоргос и Алашанькоу на границе с Казахстаном; Эрэн-Хото на границе с Монголией; Маньчжоули, Тунцзян и Суйфыньхэ на границе с Россией; Хуньчунь на границе с Россией и Северной Кореей; Пинсян на границе с Вьетнамом и Мохань на границе с Лаосом.
Важное значение имеют внутренние транспортные коридоры, в том числе «вертикальные» (Циньчжоу — Чунцин — Урумчи, Пекин — Шэньян — Харбин, Пекин — Цзинань — Наньчан — Коулун, Пекин — Чжэнчжоу — Ухань — Гуанчжоу, Пекин — Нанкин — Шанхай, Ханчжоу — Нинбо — Фучжоу — Шэньчжэнь, Датун — Тайюань — Лоян — Чжаньцзян, Баотоу — Сиань — Чунцин — Гуйян — Лючжоу, Ланьчжоу — Чэнду — Куньмин) и «горизонтальные» (Пекин — Баотоу — Ланьчжоу — Лхаса, Ляньюньган — Чжэнчжоу — Сиань — Ланьчжоу — Урумчи, Нанкин — Сиань, Нанкин — Цзюцзян — Ухань — Чунцин — Чэнду, Шанхай — Ханчжоу — Наньчан — Гуйян — Куньмин, Куньмин — Наньнин — Чжаньцзян, Хэнъян — Лючжоу — Наньнин — Чунцзо).
В 2020 году суммарный объём железнодорожных грузовых перевозок Китая составил 3,58 млрд тонн, что на 141 млн тонн больше, чем в 2019 году (+ 4,1 % в годовом исчислении). Количество стандартных ISO-контейнеров, перевезенных по железных дорогам страны, выросло на 36,7 % в годовом исчислении. В 2020 году China State Railway Group осуществила 12,4 тыс. рейсов по маршруту Китай — Европа (+ 50 % по сравнению с 2019 годом), перевезя 1,135 млн стандартных контейнеров (+ 56 %).
В 2021 году количество рейсов грузовых поездов в рамках международных железнодорожных перевозок по маршруту Китай — Европа выросло на 22 % в годовом исчислении и достигло 15 тысяч. За 2021 год китайские грузовые поезда перевезли в общей сложности 1,46 млн стандартных ISO-контейнеров, что на 29 % больше по сравнению с показателем 2020 года. Стоимость товаров, перевезенных грузовыми поездами в 2021 году по маршруту Китай — Европа, составила 74,9 млрд долл. США.

## Автомобильные перевозки

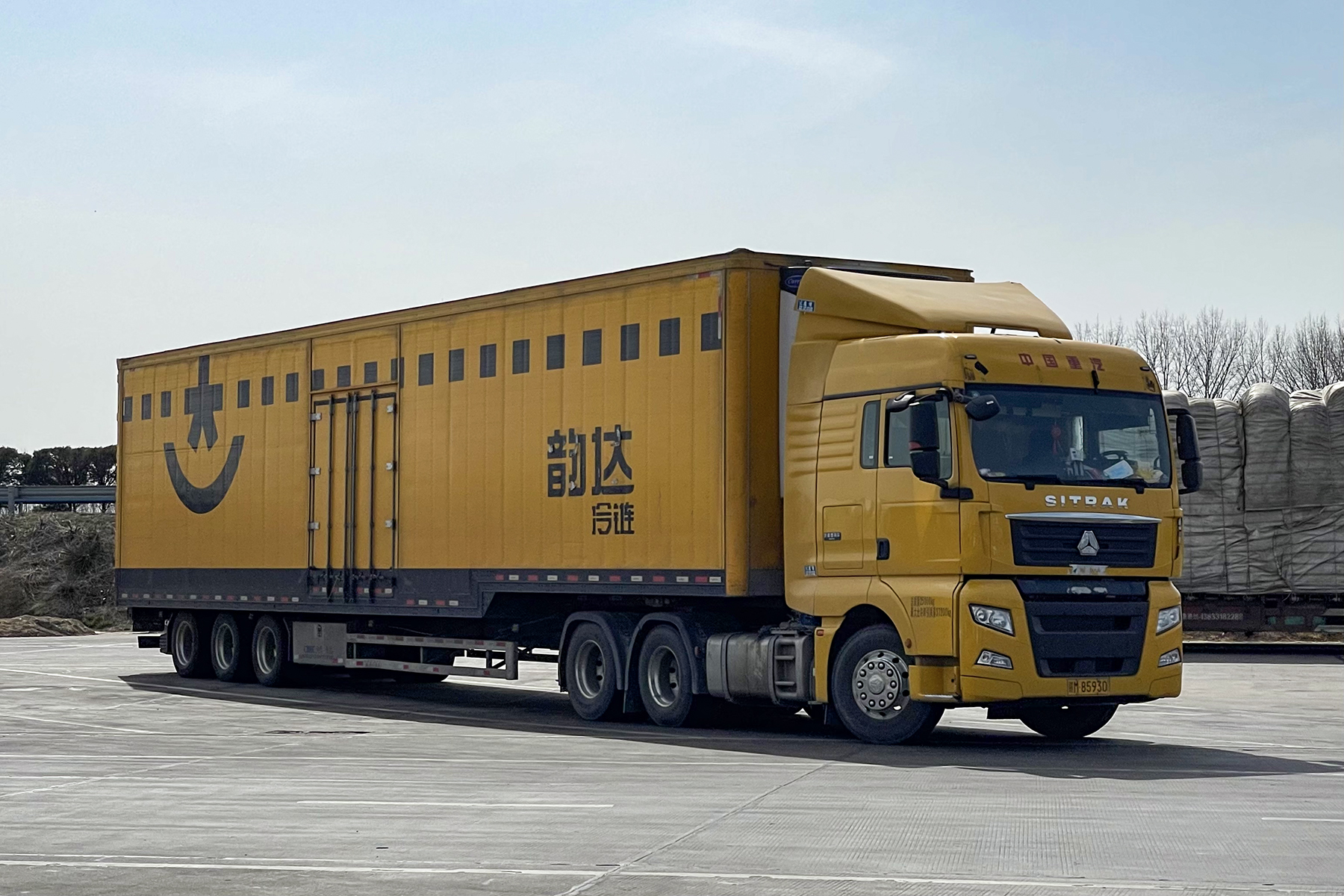
Грузовик компании Yunda Express

Основной объём межгородских и межпровинциальных грузоперевозок (включая контейнеры и посылки) приходится на скоростные и национальные автомагистрали. Важнейшими международными автомобильными коридорами являются Ляньюньган — Санкт-Петербург, Ляньюньган — Ат-Баши, Урумчи — Барнаул, Урумчи — Душанбе, Урумчи — Чиназ, Пекин — Улан-Батор и Наньнин — Хайфон. Крупнейшие грузовые автопарки принадлежат логистическим операторам China Logistics Group, China Post Group, JD Logistics, SF Holding, ZTO Express, BEST Inc., YTO Express, STO Express, Yunda Holding, Suning Logistics и Sinotrans. 
Ведущей китайской платформой для организации грузоперевозок является Manbang Group (Гуйян), которая обслуживает около 20 % всех водителей грузовиков страны. С помощью «умных» рекомендаций, подготовленных с использованием больших данных и искусственного интеллекта, Manbang Group помогает водителям быстро находить товары, что снижает порожний пробег и расход топлива.

## Авиационные перевозки

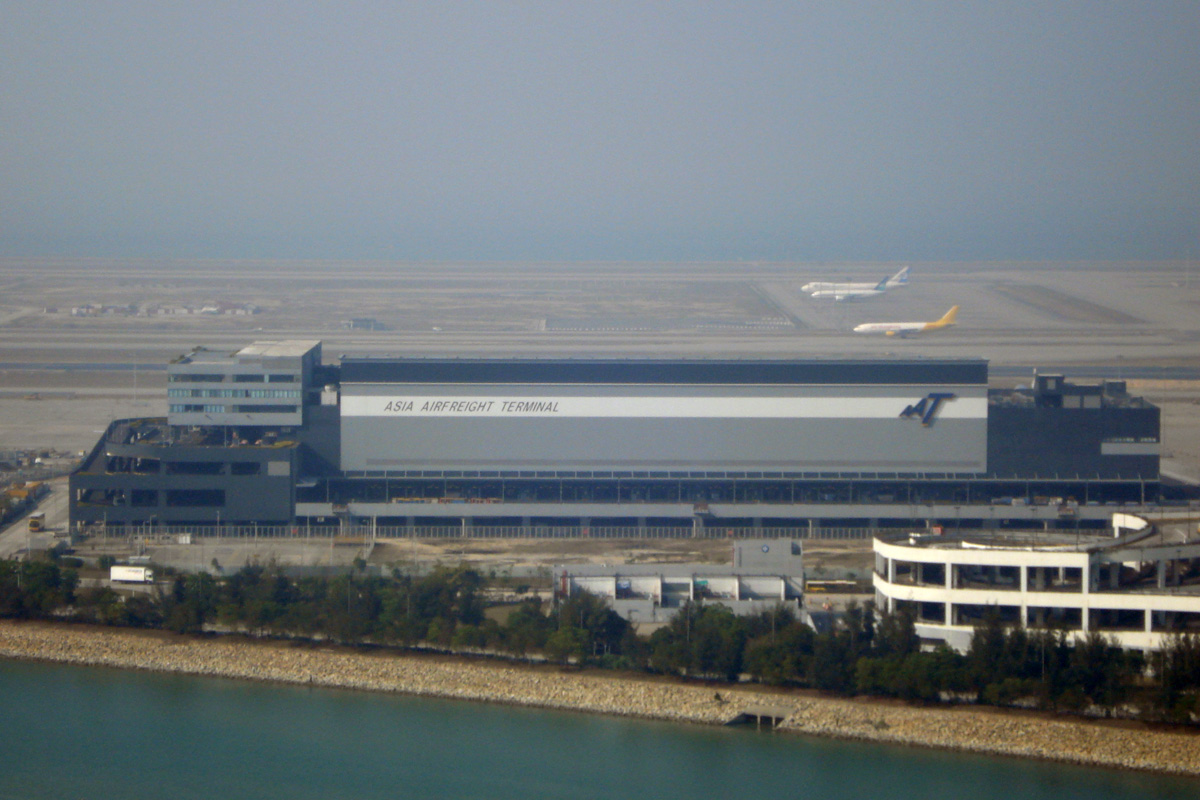
Грузовой терминал в аэропорту Гонконга

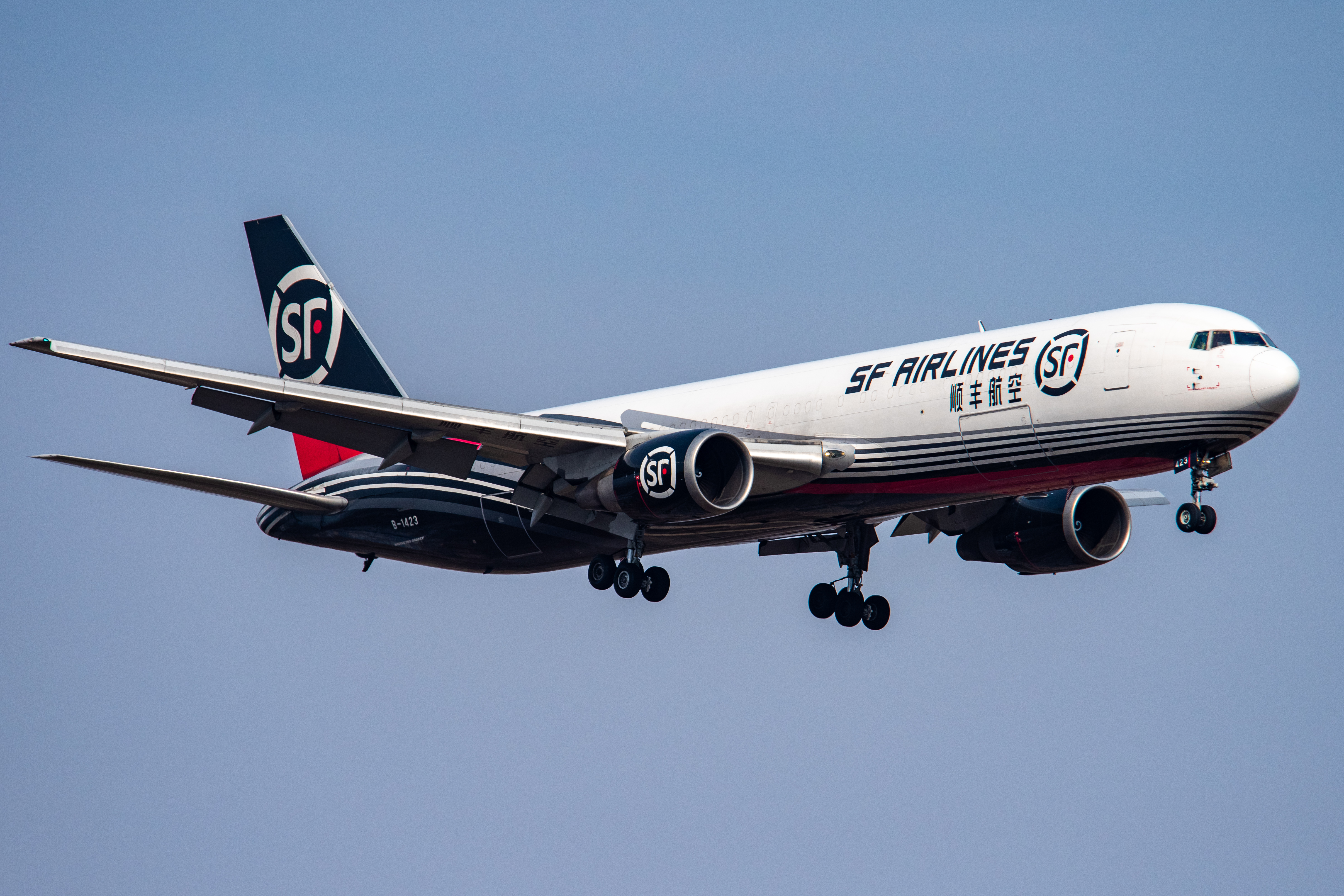
Грузовой самолёт авиакомпании SF Airlines

Китай активно развивает воздушную логистику, особенно перевозку грузов для промышленности и трансграничной электронной коммерции (включая скоропортящиеся товары, электронные компоненты, автодетали и лекарства), а также почтовую экспресс-доставку. По состоянию на конец 2020 года грузовые авиакомпании связывали 237 городов Китая, а также летали в 62 страны и региона мира.  
Крупнейшими грузовыми авиаперевозчиками Китая являются SF Airlines, FedEx Express, China Postal Airlines, Air China Cargo, China Cargo Airlines, Air Hong Kong, Suparna Airlines, China Southern Cargo, YTO Cargo Airlines, Longhao Airlines, Donghai Airlines, CMA CGM Air Cargo, Maersk Air Cargo, Tianjin Air Cargo и China Central Airlines.
По состоянию на 2021 год крупнейшими грузовыми аэропортами Китая являлись Гонконгский международный аэропорт (1-е место в мире), международный аэропорт Шанхай-Пудун (3-е место в мире), международный аэропорт Гуанчжоу-Байюнь (16-е место в мире) и международный аэропорт Шэньчжэнь-Баоань (20-е место в мире). Другими значительными грузовыми хабами страны являются международный аэропорт Чэнду-Шуанлю, международный аэропорт Чунцин-Цзянбэй, международный аэропорт Шанхай-Хунцяо, международный аэропорт Пекин-Шоуду и первый в Китае специализированный грузовой аэропорт Эчжоу-Хуаху.
По состоянию на конец 2022 года в материковом Китае насчитывалось 254 грузовых аэропорта и 4165 грузовых самолетов.

## Складское хозяйство

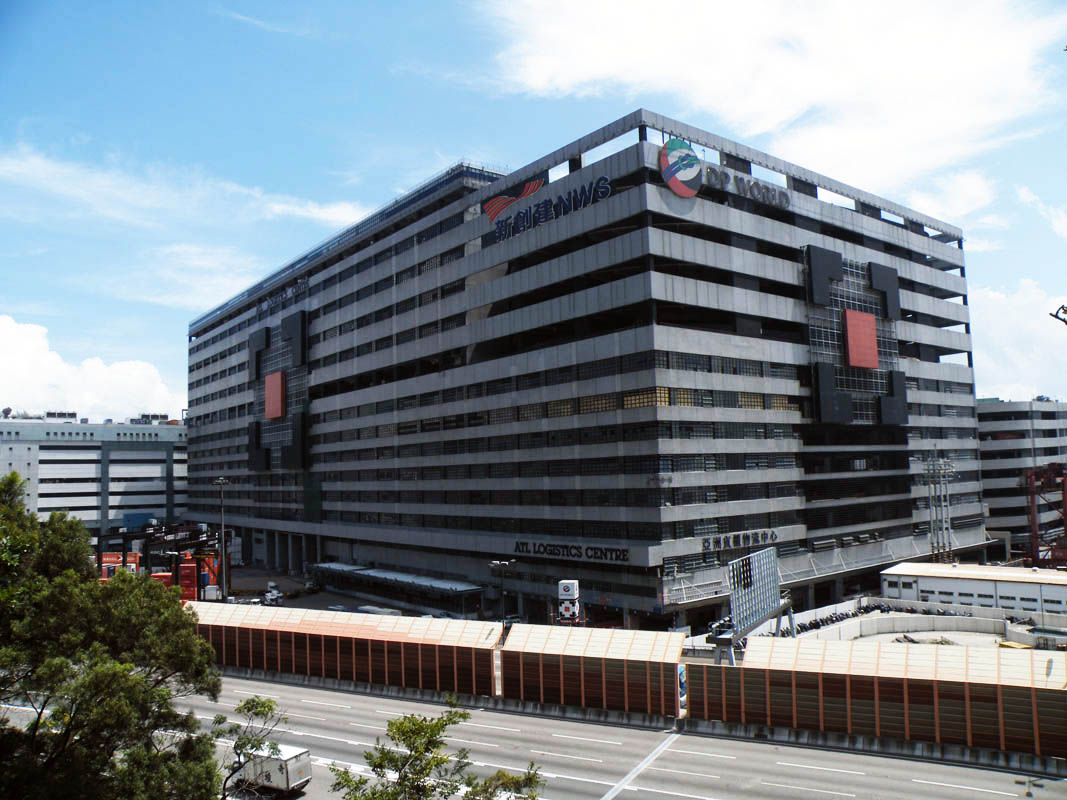
Логистический центр в Гонконге

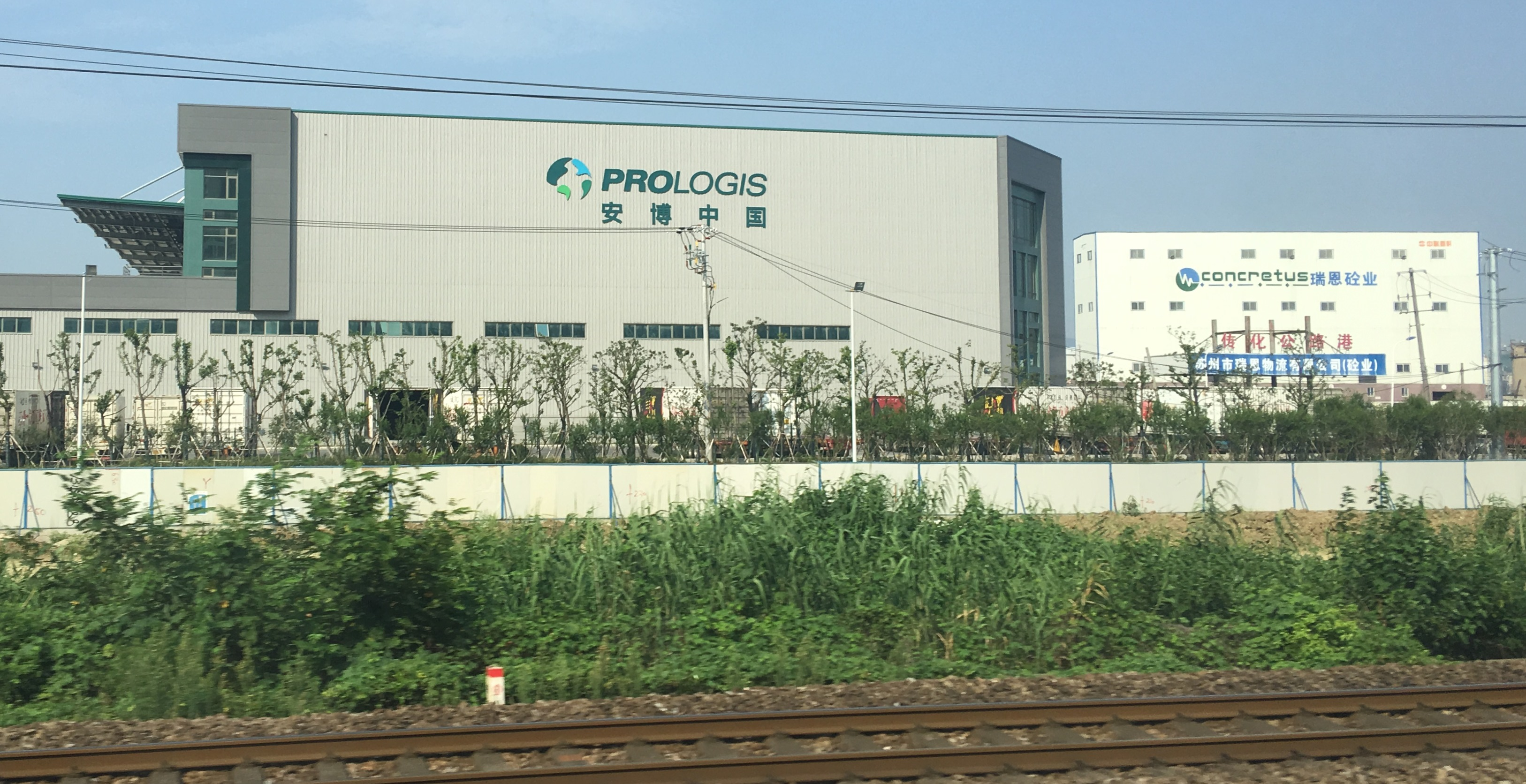
Логистический центр в Сучжоу

Китай является вторым после США рынком складской недвижимости в мире, здесь активно развиваются такие её сегменты, как логистические парки, складские и дистрибьюторские центры (включая грузовые терминалы), склады холодильной цепи (продуктовые и аптечные), производственные и транзитные склады, склады временного хранения (в том числе таможенные), упаковочные склады и сортировочные центры. На складах широко внедряются автоматизированные складские системы, в том числе промышленные роботы. В складское хозяйство инвестируют как логистические операторы, так и операторы коммерческой недвижимости.
Крупнейшими китайскими складскими операторами и владельцами являются China Merchants Group / Sinotrans, China Logistics Group, China Post Group, SIH, Alibaba Group / Cainiao, JD Logistics / China Logistics Property Holdings, Suning Logistics, SF Holding, YTO Express, STO Express, Yunda Holding, ZTO Express, Pinduoduo, Vipshop, China Vanke, R&F Properties, Yintai Holdings, Forchn Holdings Group, Lingang Economic Development, COSCO Shipping, SITC, COFCO Group, ITG Group, InterMax Logistics Solution, Sinopharm Group, Li & Fung, CK Hutchison Holdings, Kerry Logistics, UFL  Group, KC International, Jardine Pacific, The Wharf Holdings, NWS Holdings, Hopu Investment Management, RRJ Capital, Shanghai Jinhan International Logistics и Crown Worldwide Group.
На складском рынке Китая также представлены ведущие мировые операторы — Global Logistic Properties (Сингапур), DHL, DB Schenker и Dachser (Германия), Kuehne + Nagel (Швейцария), United Parcel Service, FedEx, Flexport, Prologis, Blackstone Group и Carlyle Group (США), Nippon Express, Nippon Yusen, MOL Logistics и Kintetsu World Express (Япония), Maersk и DSV (Дания), CEVA Logistics (Франция), KLG (Нидерланды), CJ Logistics (Южная Корея), DP World (Дубай), Toll Group и Goodman Group (Австралия).
В 2022 году в Китае было построено более 16 тыс. объектов для охлаждения и хранения сельскохозяйственной продукции.

## Курьерский и почтовый сектор

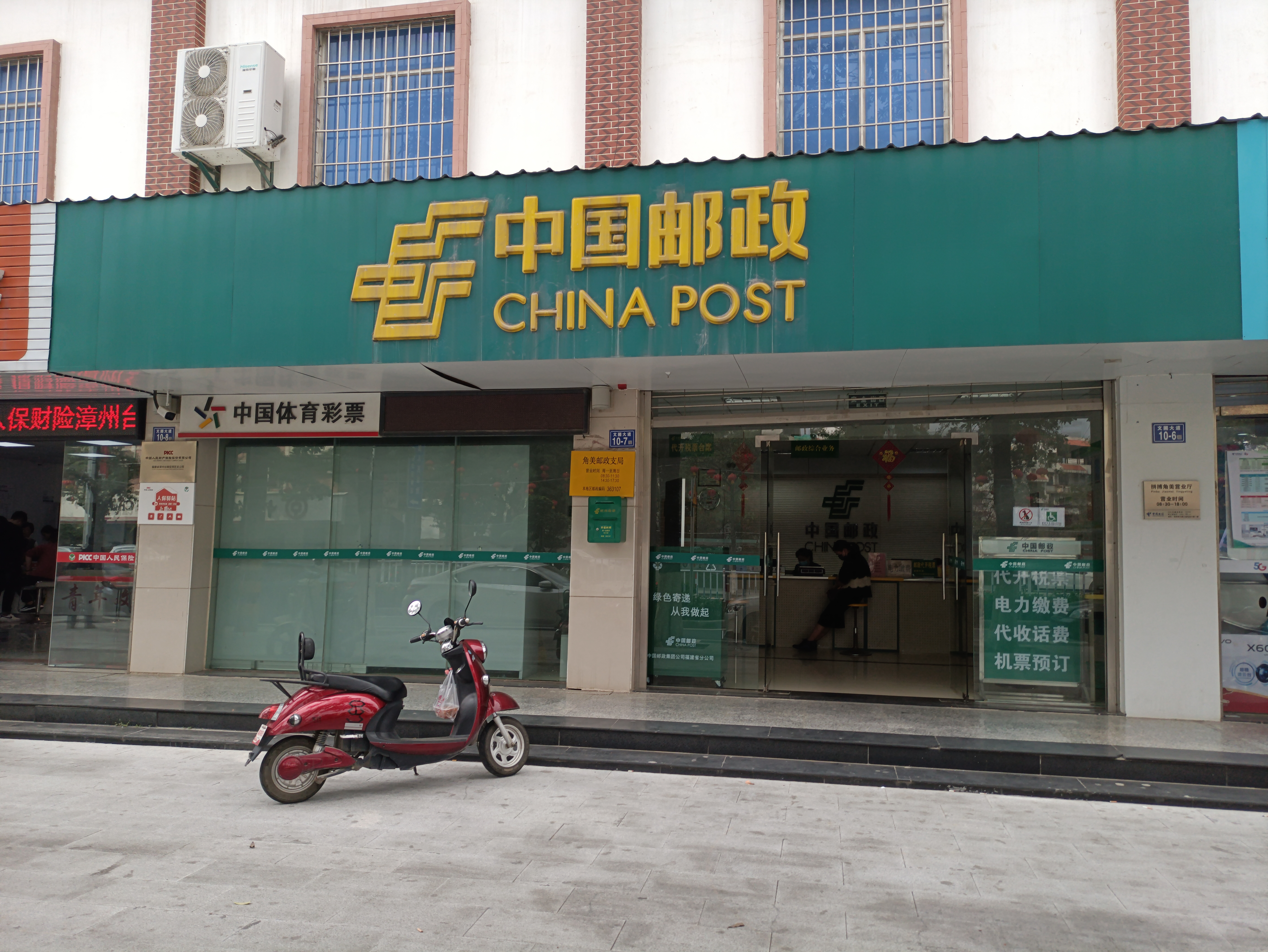
Отделение China Post в Чжанчжоу

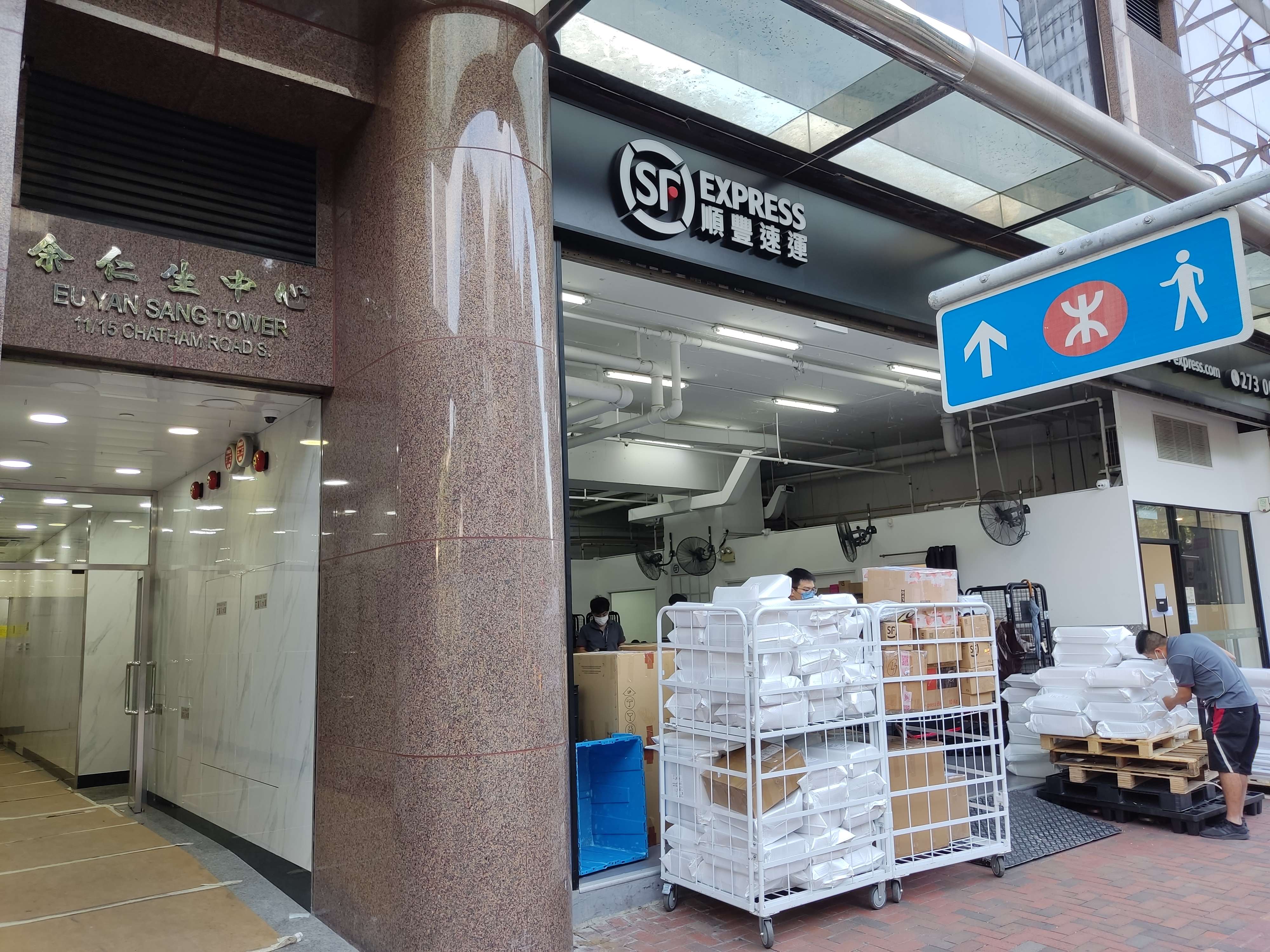
Отделение SF Express в Гонконге

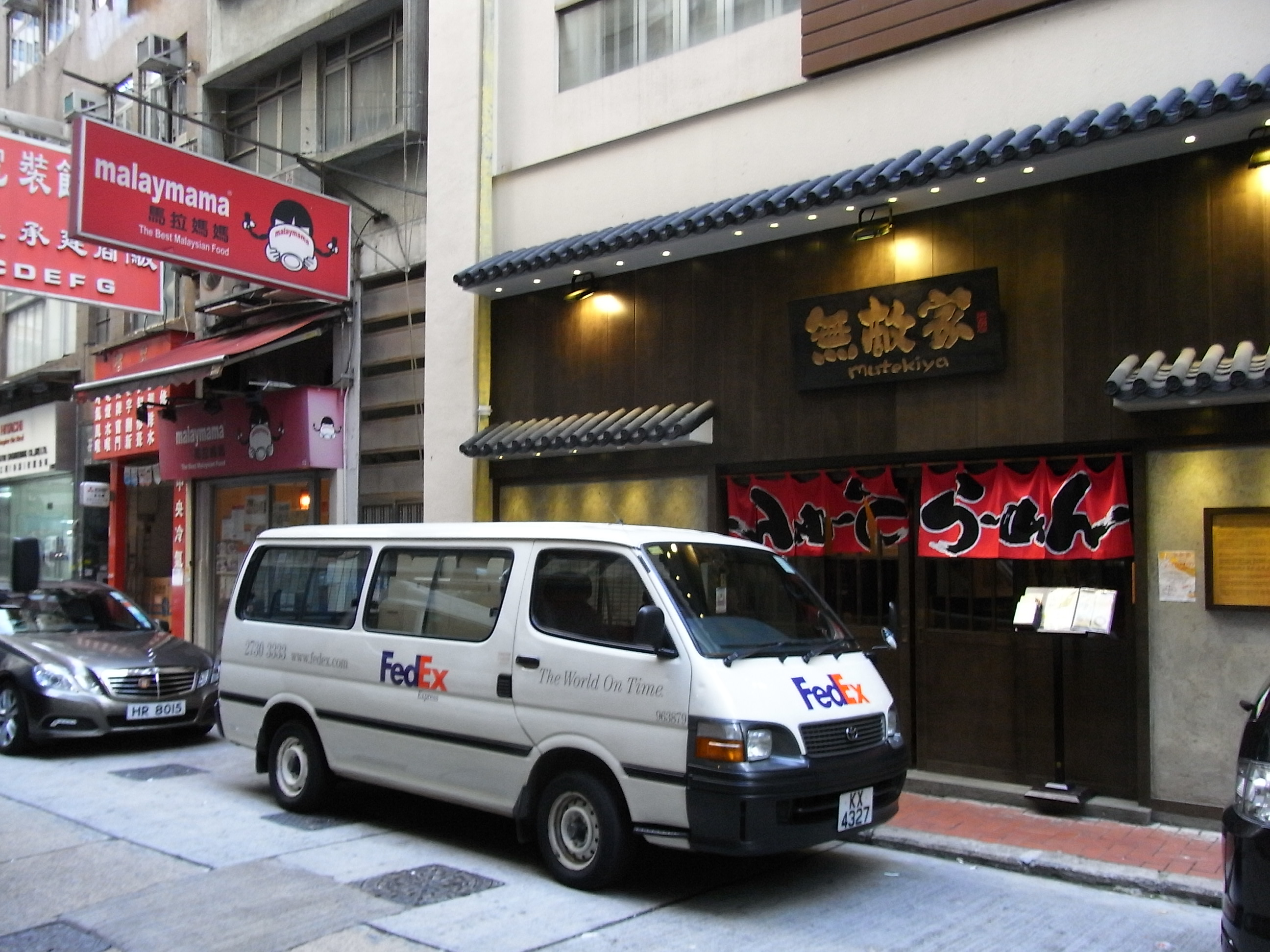
Автомобиль FedEx в Гонконге

По итогам 2020 года предприятиями экспресс-доставки по всей стране было обработано 83,36 млрд посылок (+ 31,2 % в годовом исчислении). В 2021 году доходы почтового сектора составили более 1,26 трлн юаней (197,87 млрд долл. США), что на 14,5 % больше по сравнению с 2020 годом; объём операций вырос на 25,1 % в годовом исчислении. Предприятия экспресс-доставки обработали 108,3 млрд посылок, что на 29,9 % больше, чем в 2020 году. Их совокупный доход от предпринимательской деятельности за этот период превысил 1,03 трлн юаней, увеличившись на 17,5 % в годовом исчислении. По состоянию на 1 декабря 2022 года объём доставки курьерскими службами Китая превысил 100 млрд посылок.
По итогам первых 11 месяцев 2022 года доходы почтового сектора Китая выросли на 5,6 % в годовом исчислении и достигли 1,23 трлн юаней (176,6 млрд долл. США). В период с января по ноябрь китайские предприятия экспресс-доставки обработали 100,21 млрд посылок, что на 2,2 % больше, чем годом ранее. Их выручка достигла 956,98 млрд юаней, увеличившись на 1,6 % в годовом исчислении.
По итогам 2022 года число посылок, доставленных курьерскими службами Китая, достигло 110,58 млрд единиц, увеличившись на 2,1 % в годовом выражении. По этому показателю Китай занимает первое место в мире уже девять лет подряд. Выручка предприятий сектора экспресс-доставки Китая в 2022 году составила 1,06 трлн юаней (156,74 млрд долл. США), что на 2,3 % больше по сравнению с аналогичным периодом 2021 года. По состоянию на конец 2022 года по всей стране насчитывалось 430 тыс. операционных пунктов отрасли экспресс-доставки, в уездах в общей сложности было построено 990 центров выдачи и приема посылок, в деревнях — 278 тыс. пунктов с подобными функциями; 95 % деревень Китая были охвачены услугами экспресс-доставки.
В первой половине 2024 года курьерский сектор Китая обработал 80,16 млрд посылок, что на 23,1 % больше, чем годом ранее; общие операционные доходы сектора составили 653 млрд юаней (91,57 млрд долл. США), увеличившись на 15,1 % в годовом исчислении. В 2024 году курьерский сектор Китая обработал в общей сложности 174,5 млрд посылок, что на 21 % больше, чем годом ранее; совокупная выручка сектора увеличилась на 13 % в годовом исчислении и составила 1,4 трлн юаней (около 195 млрд долларов США). Общий объем доставки в почтовом секторе в 2024 году вырос на 19 % в годовом сравнении и составил 193 млрд отправлений, а выручка увеличилась на 11 % до 1,7 трлн юаней.  
Крупнейшими игроками рынка являются государственный гигант China Post Group и «большая пятёрка» частных курьерских компаний (SF Express, YTO Express, ZTO Express, STO Express и Yunda Express). Также в сфере экспресс-доставки работают китайские компании Meituan, Cainiao, Sinotrans, BEST Inc., JD Logistics, Suning Express и международные группы FedEx, UPS и DHL.

## Управление цепями поставок
Операторы управления цепями поставок закупают, доставляют, разгружают и хранят для своих корпоративных клиентов сырьё, комплектующие и готовые изделия, управляют складскими запасами. Крупнейшими клиентами этих операторов являются промышленные (автомобильные, электронные, швейные, химические) и торговые фирмы (розничные, оптовые, маркетплейсы). 
Основными игроками на китайском рынке управления цепями поставок являются Wuchan Zhongda Group, C&D Corporation, ITG Group, Xiangyu Group, Sinotrans, China Logistics Group, Cedar Holdings, China Minmetals, HNA Technology, Sumec Corporation, Li & Fung, Shenzhen International Holdings, YTO Express, Yunda Holding, BEST Inc., COFCO Group и China COSCO Shipping.